# Jesse M. Martin
Jesse M. Martin, né le 1er mars 1877 et mort le 22 janvier 1915, est un homme politique démocrate américain. Il est gouverneur de l'Arkansas par intérim en 1909.

## Sources
- (en) Cet article est partiellement ou en totalité issu de l’article de Wikipédia en anglais intitulé « Jesse M. Martin » (voir la liste des auteurs).